# Lav Pivo

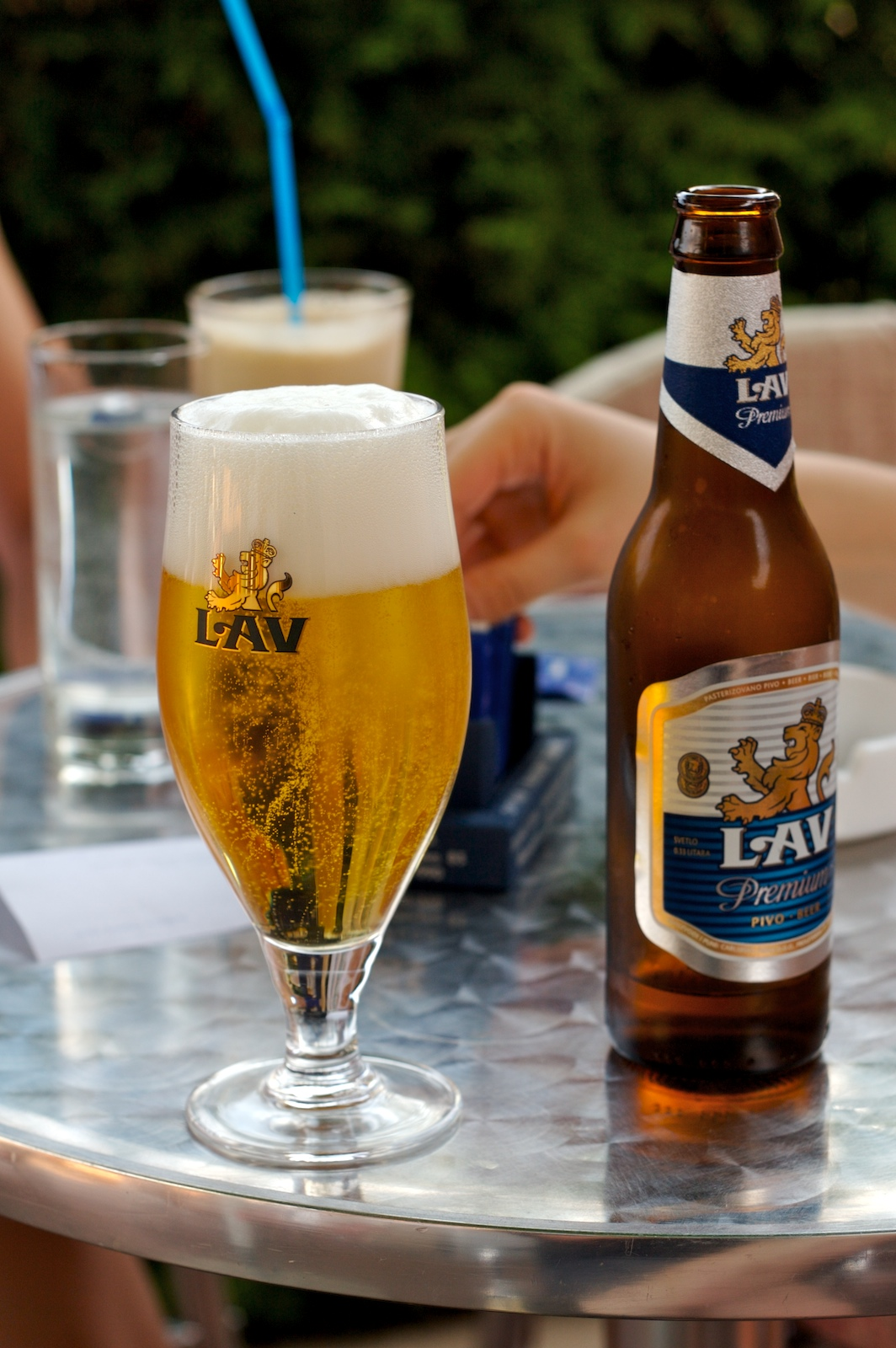
Lav Pivo

Lav Pivo (Leeuw Bier) is een biermerk uit Servië. Het wordt geproduceerd door Carlsberg Srbija d.o.o. Čelarevo, gelegen in het dorp Čelarevo.